# ليزي فيلاسكويز
إليزابيث آن أو  (بالإنجليزية: Lizzie Velásquez)‏ليزي فيلاسكويز امرأة أمريكية وُلدت في 13 من شهر آذار/مارس عام 1989. أدت حالتها الطبية النادرة جدًا إلى أن تُصبح كاتبة ومتحدثة مُلهمة.

## ميلادها
ليزي فيلاسكويز هي الأكبر بين أخوتها الثلاث. والداها هم ريتا وغوادالوبي فيلاسكويز. وُلدت ليزي في مدينة أوستن بولاية تكساس الأمريكية في 13 آذار/مارس عام 1989  قبل موعد ولادتها بأربعة أسابيع. كان تزن وقت ولادتها 2 باوند و11 آونس (ما يعادل 1.219 جرام). وحسب ما ورد من معلومات، أكملت عامها الثالث والعشرين في أيلول/سبتمبر عام 2012، وكانت حينها على وشك أن تتخرج من جامعة ولاية تكساس  حيث تخصصت في دراسات الاتصالات. ليزي هي أمريكية رومانية كاثوليكية عبرت علنًا دون خوف عن إيمانها بالخالق الذي وفقًا لما قالت: «رزقها بأعظم نعمة في حياتي؛ وهي مرضي».

## الحالة الصحية
وُلدت ليزي بحالة مرضية نادرة جدًا؛ حيث يوجد ثلاثة أشخاص في العالم فقط يعانون منها. يحتوي جسمها على نسبة 0% من الدهون ولم تزن طيلة فترة حياتها أكثر من 64 باوند (ما يعادل 29 كيلو جرام). فعلى الرغم من أنها قَهَمِيّة، لا تستطيع اكتساب المزيد من الوزن. بالإضافة إلي أنه يتوجب عليها أن تأكل وجبات صغيرة وخفيفة مرارًا على مدار اليوم. وتستهلك ليزي حوالي 5.000 كيلو كالوري من الطاقة يوميًا مقارنة باحتياج الشخص الأمريكي المتوسط الذي يُقدّر بحوالي 3.770 كيلو كالوري. فقدت ليزي البصر بعينها اليمنى التي بدأت في الضعف في عامها الرابع وبذلك قيدت مدى الرؤية في العين الأخرى. لديها كذلك جهاز مناعة ضعيف. حالتها المرضية هذه تشبه حالات أخرى كثيرة وخاصة حالة الشُّياخ، ولكنها ومع ذلك ليست المحطة النهائية. أعلن الباحثون الأطباء بالمركز الطبي الجنوبي الغربي لجامعة تكساس عن رأي مفاده أن ليزي تعاني من شكل من أشكال متلازمة بروجي رويد لحديثي الولادة، التي على الأقل بدا أثرها السلبي في نمو العظام غير الصحي لديها، بالإضافة إلى أجهزة الجسم والأسنان. ويُعتقد أنه بإمكانها الحمل بصورة طبيعية مع ضمان عدم نقل الحالة إلى أطفالها.

## المظهر الخارجي
لدى ليزي فيلاسكويز بعض الخصائص الجسدية الخاصة بمتلازمة بروجي رويد مثل الأنف الحاد وتشيخ الجلد الواضح عندها. لديها كذلك مشاكل إضافية بخلاف هذا التشخيص. لقد عبّرت ليزي فيلاسكويز عن رأيها ضد الإرهاب والاستبداد بدون أي خوف أو تردد.

## المنشورات
بداية أعمالها كانت سيرتها الذاتية التي ساعدها فيها مجموعة من زملائها ونشرتها هي عام 2010 باللغة الإنجليزية والإسبانية. أما كتابها الثاني المعنون «كن جميلاً..كن أنت» يهدف إلى تعليم الناس أن المظهر الخارجي لشخص ليس مُهمًا على الإطلاق. بالإضافة إلى تأكيد ضرورة أن يعشق الإنسان ذاته فقط لما حققه لها وليس لهدف آخر. وتم نشر كتابها الثاني من جانب دار نشر افتدائية؛ من طائفة المخلص يسوع المسيح المقدس.

## وصلات خارجية
- ليزي فيلاسكويز على موقع IMDb (الإنجليزية)
- ليزي فيلاسكويز على موقع قاعدة بيانات الفيلم (الإنجليزية)
- الموقع الإلكتروني لليزي فيلاسكويز: http://www.aboutlizzie.com/